# تپه حسن قشلاق
تپه حسن قشلاق مربوط به دوران پیش از تاریخ ایران باستان تا دوران‌های تاریخی پس از اسلام است و در شهرستان بهار، بخش مرکزی، روستای حسن قشلاق واقع شده و این اثر در تاریخ ۲۴ فروردین ۱۳۸۲ با شمارهٔ ثبت ۸۰۸۹ به‌عنوان یکی از آثار ملی ایران به ثبت رسیده است.